# Weld County
Weld County är ett administrativt område i delstaten Colorado, USA. År 2010 hade countyt 252 825 invånare. Den administrativa huvudorten (county seat) är Greeley.

## Geografi
Enligt United States Census Bureau har countyt en total area på 10 417 km². 10 339 km² av den arean är land och 75 km² är vatten.

### Angränsande countyn
- Kimball County, Nebraska - nordöst
- Logan County, Colorado - öst
- Morgan County, Colorado - öst
- Adams County, Colorado - syd
- City and County of Broomfield, Colorado - sydväst
- Boulder County, Colorado - väst
- Larimer County, Colorado - väst
- Laramie County, Wyoming - nordväst

### Orter
- Ault
- Berthoud (delvis i Larimer County)
- Brighton (delvis i Adams County)
- Dacono
- Eaton
- Erie (delvis i Boulder County)
- Evans
- Firestone
- Frederick
- Fort Lupton
- Garden City
- Gilcrest
- Greeley (huvudort)
- Grover
- Hudson
- Johnstown (delvis i Larimer County)
- Keenesburg
- Kersey
- LaSalle
- Lochbuie (delvis i Adams County)
- Longmont (delvis i Boulder County)
- Mead
- Milliken
- Northglenn (delvis i Adams County)
- Nunn
- Pierce
- Platteville
- Raymer
- Severance
- Thornton (delvis i Adams County)
- Windsor (delvis i Larimer County)